# Тисс (автомат)
«Тисс» (рос. ОЦ-12 Тисс) — радянський автомат, розроблений в Тульському Центральному КБ спортивної та мисливської зброї (ЦКИБ СОО) на базі АКС74У. Ключова відмінність — використання спеціальних дозвукових патронів 9 × 39 мм (СП-5 і СП-6), що спричинило за собою зміни в стволі, надульному пристрої, габаритах дзеркала затвора і магазині. Приціл і дуловий гальмо-компенсатор також були змінені.

## Історія
Кілька сотень автоматів були передані силовим структурам МВС, від яких була отримана позитивна оцінка нової зброї: менші, ніж у АКС-74У маса і схильність куль до рикошету, зросли купчастість і зупиняюча дія, легкість в обігу. Планувалося, що виробництво буде налагоджено на Тульському збройовому заводі (ТОЗ), однак це так і не відбулося.

## Індекс
У більшості джерел зазначено, що автомат має індекс «ОЦ-11», однак подібний індекс має револьвер «Нікель», а також існує малюнок автомата з маркуванням «ОЦ-12».